# リヴ (フォー・ザ・ワン・アイ・ラヴ)
「リヴ（フォー・ザ・ワン・アイ・ラヴ）」（英: Live (for the One I Love)=生きよう 愛する者のために）は、セリーヌ・ディオンのベストアルバム『ザ・ベリー・ベスト』からの2枚目のシングル。カナダと一部のヨーロッパ諸国で2000年2月14日に発売された。

## 概要
この曲は、もともとノアによって歌われ、後にフランスのミュージカル『ノートルダム・ド・パリ』でエレーヌ・セガラによって歌われたイタリア語曲「ヴィヴェーレ」（伊: Vivere）の英語バージョンである。また、オーストラリア人シャンソン歌手、ティナ・アリーナも独自のバージョンを収録し、複数のリミックスバージョンをシングル発売している。ディオン、アリーナ両者のバージョンはどちらも2000年ロンドンのスタジオアルバムに収録されている。作曲はリチャード・コシアンテ、原詩作詞はリュック・プラモンドンで、英語訳詞は過去に「マイ・ハート・ウィル・ゴー・オン」の作詞も担当した、ウィル・ジェニングス。
ミュージックビデオはビリー・ウッドラフの監督により、2000年に公開された。後に発売されたセリーヌ・ディオンのベストアルバムPV集『ザ・ベリー・ベスト〜ビデオ・コレクション』（2001年）に収録されている。
シングルとしてはカナダで23位、ベルギー ワロン地域圏で47位、フランスで63位を記録した。
また、この曲はミュージカル『ノートルダム・ド・パリ』のサウンドトラックアルバムにも収録されている。

## 収録曲
ヨーロッパ版CDシングル
1. 「リヴ（フォー・ザ・ワン・アイ・ラヴ）」 – 3:58
2. 「ゼン・ユー・ルック・アット・ミー」 – 4:11

ヨーロッパ／南アフリカ版CDマキシシングル
1. 「リヴ（フォー・ザ・ワン・アイ・ラヴ）」 – 3:58
2. 「ゼン・ユー・ルック・アット・ミー」 – 4:11
3. 「ジギィ」（ライブ） – 3:19

## チャート
| チャート（2000年）                            | 最高位 |
| --------------------------------------------- | ------ |
| ベルギー フランデレン地域圏・シングルチャート | 95     |
| ベルギー ワロン地域圏・シングルチャート       | 47     |
| カナダ・シングルチャート                      | 23     |
| オランダ・シングルチャート                    | 89     |
| フランス・シングルチャート                    | 63     |
| スイス・シングルチャート                      | 82     |